# Вазописец Аналата

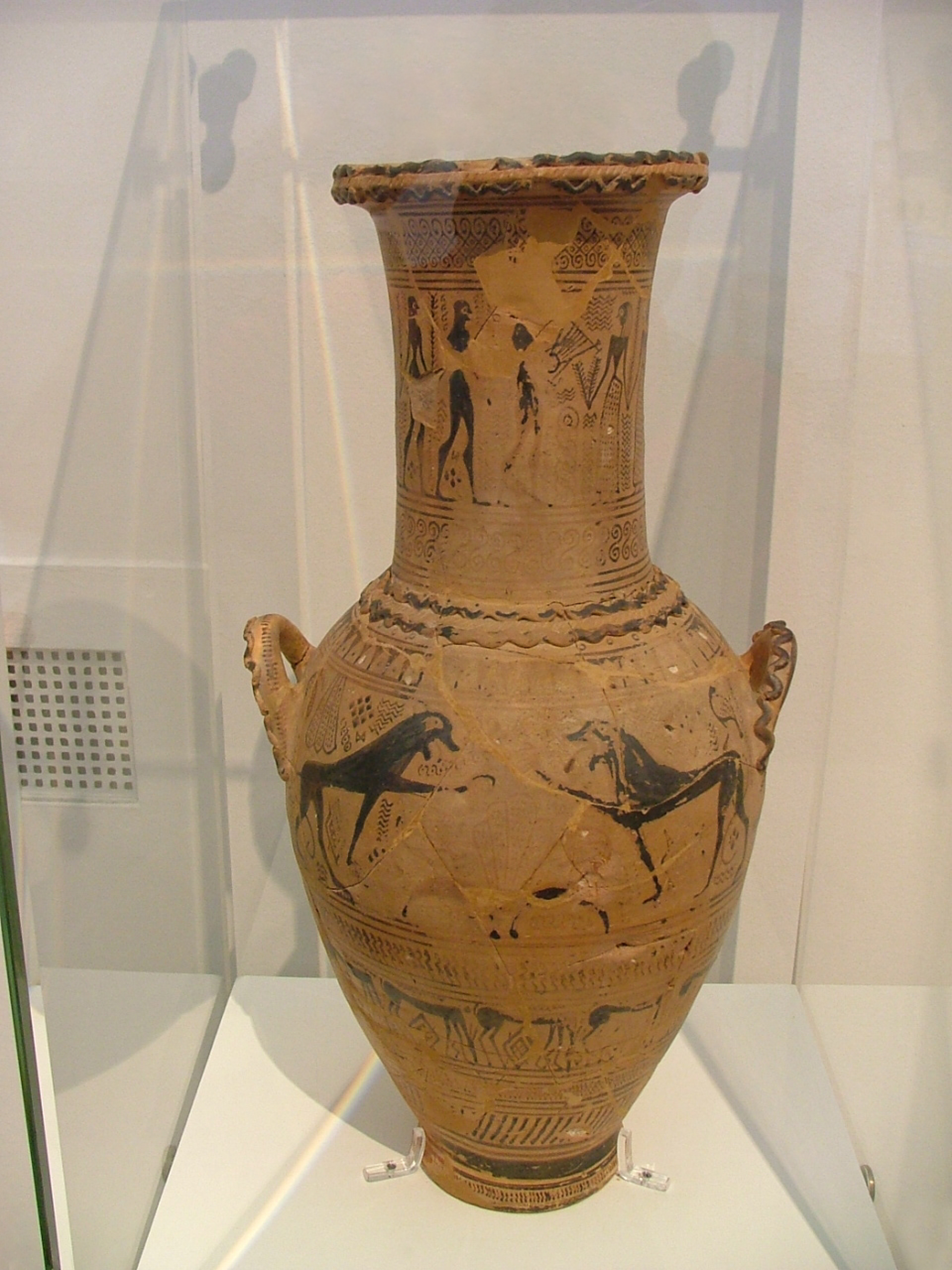
Гидрия вазописца Аналата, найденная на древнем кладбище города Аналат

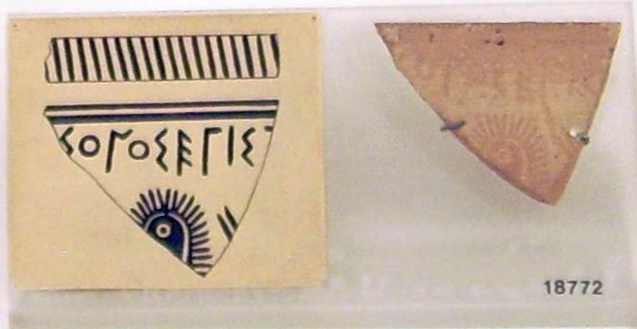
Вотивная доска с надписью вазописца Аналата

Вазописец Аналата — аттический вазописец, первый известный представитель протоаттичной керамики, подтипа керамики ориентализирующего периода.

## Биография
Настоящее имя вазописца Аналата неизвестно. Его условное имя происходит от города в центральной Аттике — Аналата, во время раскопок в котором были найдены большинство его произведений. Его именная ваза — гидрия. Аналат принадлежит к переходному периоду вазописи от позднего геометрического стиля к раннему протоаттичному.
Исследователи считают, что он был учеником мастера позднегеометрического периода вазописца Стататуса. Ранние приписываемые Аналату работы также относятся к позднегеометрической эпохе. Например, одна из его геометрических гидрий изображает протесис — форма тела фигур, — в которой явно ощущается египетское влияние. Принятие восточных традиций в искусстве и было одной из ключевых особенностей дальнейшего развития ориентализирующей вазописи, сторонником которой Аналат стал одним из первых. Характерными элементами этого нового стиля керамики были фантастические животные, среди которых встречались сфинксы без крыльев или лиц, ряды танцующих мужчин или женщин, объединяемые в целостный орнамент, а также розетки растительных мотивов.
Древнейшая из известных амфор работы Аналата ныне хранится в Музее Ашмола в Оксфорде, показывает ряд двуконных упряжек. Известен также лутрофор Аналата, который хранится в Лувре, а также несколько фрагментов других работ мастера. Кроме амфор и гидрий Аналат создавал кратеры, а также вазы с крышками. Приписываемая ему вотивная доска содержит надпись греч. ΣΟΝΟΣΈΠΙΣΤ, что свидетельствует о письменности художника. Эта доска также является древнейшей памяткой росписи с надписью греческими буквами.
Вполне возможно, что Аналат был не только вазописцем, но и гончаром. Его современником был вазописец Месогении, годы активной деятельности Аналата приходятся на период приблизительно между 700 и 675 до н. э.